# Johan III Hoen de Cartils

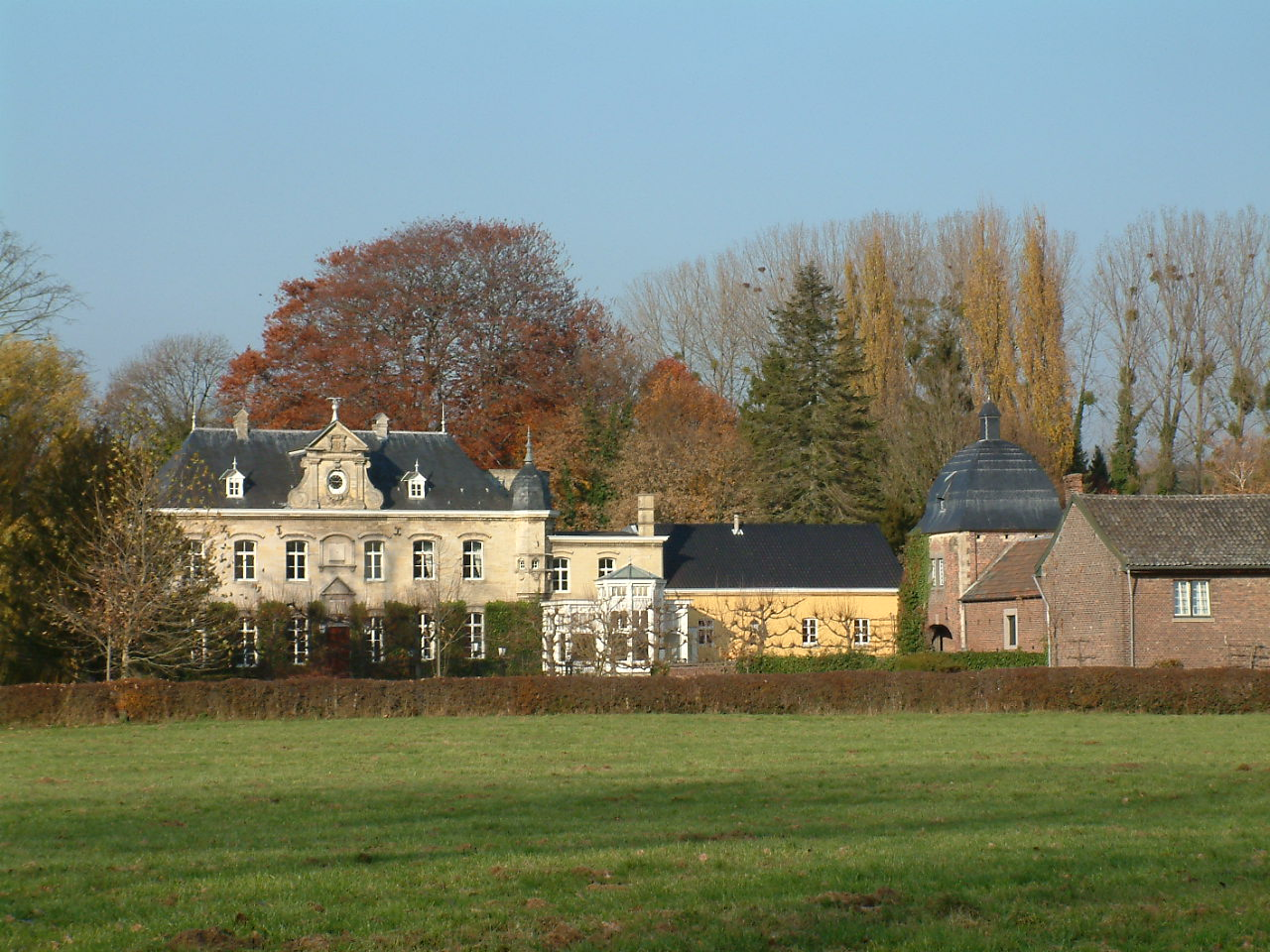
Kasteel Cartils

Johan III Hoen de Cartils (ca. 1362-) baron van Cartils. Hij was een zoon van Johan II Hoen de Cartils.
Hij trouwde met een niet nader bij naam genoemde onbekende vrouw en verkreeg met haar:
- Johan IV Hoen de Cartils baron van Cartils (ca. 1385-)